# 热尔西
热尔西（法語：Gercy，法語發音：[ʒɛʁsi]）是法国上法蘭西大區埃纳省的一个市镇，属于韦尔万区。

## 地理
热尔西（49°48'50"N, 3°52'6"E）面积6.33 平方千米，位于法国上法蘭西大區埃纳省，该省份为法国北部内陆省份，北起北部省，西接索姆省和瓦兹省，东临阿登省和马恩省，西南至塞纳-马恩省，东北部与比利时接壤。
与热尔西接壤的市镇（或旧市镇、城区）包括：方丹莱韦尔万、格罗纳尔、阿里、圣戈贝尔、圣皮埃尔-莱弗朗克维尔、韦尔万、武尔派。

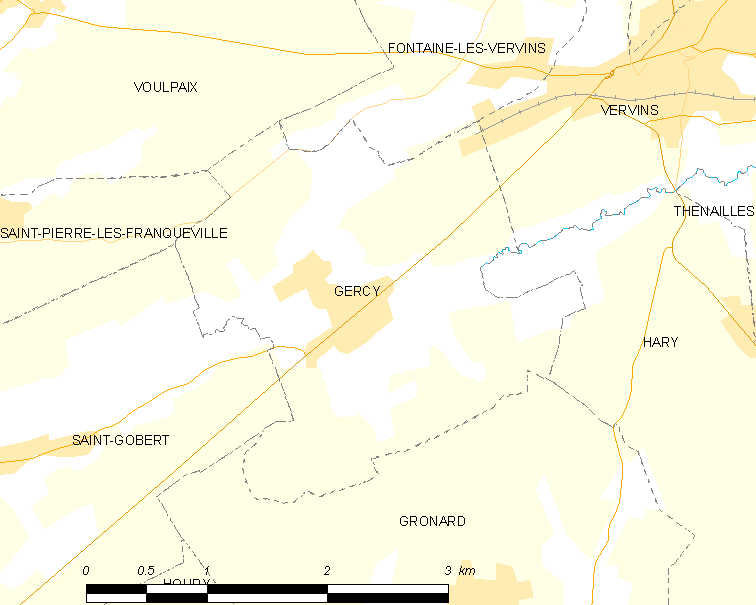
热尔西的OSM定位图

热尔西的时区为UTC+01:00、UTC+02:00（夏令时）。

## 行政
热尔西的邮政编码为02140，INSEE市镇编码为02341。

## 政治
热尔西所属的省级选区为韦尔万县。

## 人口

1962-2008年间热尔西人口变化图示

热尔西于2022年1月1日时的人口数量为258人。